# روث بولدن
روث بولدن (بالإنجليزية: Ruth Bolden)‏ هي أمينة مكتبة أمريكية، ولدت في 1910، وتوفيت في 2004.